# Alo Mattiisen
Alo Mattiisen (ur. 22 kwietnia 1961 w Jõgevi, zm. 30 maja 1996 w Tallinnie) – estoński kompozytor.

## Życiorys
W 1984 ukończył Konserwatorium w Tallinnie, uzyskując w 1984 dyplom z edukacji muzycznej oraz w 1988 kompozycji w klasie Eino Tamberga.
Po ukończeniu studiów pracował jako nauczyciel muzyki i redaktor w estońskim radiu i telewizji komercjalnej (Reklaamitelevisoon). Później był niezależnym kompozytorem.
Skomponował blisko 200 utworów różnych gatunkowo, od pieśni patriotycznych do awangardowej muzyki instrumentalnej. Dużym uznaniem cieszył się jego koncert na taśmę D-dur (1984, wykonany przez zespół In Spe podczas Tartu Music Days. Wśród najbardziej popularnych jego utworów znajdują się m.in. Charlotte’s Web (1983), The Little Mermaid (1983), The Green Egg (1985), Gems (1987) oraz Short Opera Dispute (1995).